# Tetrahidrokanabivarin
Tetrahidrokanabivarin (tetrahydrocannabivarin (THCV, THV)) je homolog tetrahidrokanabinola (THC), koji ima propyl bočni lanac. Biljke sa povišenim nivoima propil kanabinoida su prisutne među Cannabis sativa ssp. indica iz Kine, Indije, Nepala, Tajlanda, Afghanistana, i Pakistana, kao i južne i zapadne Afrike.

## Spoljašnje veze
- [http://www.erowid.org/plants/cannabis/cannabis_info2.shtml
- [http://www.tetrahydrocannabivarin.com

|  | Molimo Vas, obratite pažnju na važno upozorenje u vezi sa temama iz oblasti medicine (zdravlja). |